# ホームズ郡 (ミシシッピ州)

ミシシッピ州におけるホームズ郡の位置

ホームズ郡（ホームズぐん、Holmes County）はアメリカ合衆国ミシシッピ州に位置する郡である。2000年現在、人口は21,609人である。ここはミシシッピ州知事、David Holmesの名誉を表して命名された。ここの郡庁所在地はレキシントンである。

## 地理
アメリカ合衆国統計局によると、この郡は総面積1,979 km2 (764 mi2) である。このうち1,958 km2 (756 mi2) が陸地で21 km2 (8 mi2) が水地域である。総面積の1.07%が水地域となっている。
ここにはホームズ郡州立公園がある。

## 人口動勢
2000年現在の国勢調査で、この郡は人口21,609人、7,314世帯、及び5,229家族が暮らしている。人口密度は11/km2 (29/mi2) である。4/km2 (11/mi2) の平均的な密度に8,439軒の住宅が建っている。この郡の人種的な構成は白人20.47%、アフリカン・アメリカン78.66%、先住民0.12%、アジア0.15%、太平洋諸島系0.00%、その他の人種0.07%、及び混血0.52%である。この人口の0.90%はヒスパニックまたはラテン系である。
この郡内の住民は32.10%が18歳未満の未成年、18歳以上24歳以下が12.40%、25歳以上44歳以下が24.80%、45歳以上64歳以下が18.30%、及び65歳以上が12.40%にわたっている。中央値年齢は30歳である。女性100人ごとに対して男性は87.30人である。18歳以上の女性100人ごとに対して男性は79.30人である。
この郡の世帯ごとの平均的な収入は17,235米ドルであり、家族ごとの平均的な収入は21,757米ドルである。男性は23,720米ドルに対して女性は17,883米ドルの平均的な収入がある。この郡の一人当たりの収入 (per capita income) は10,683米ドルである。人口の41.10%及び家族の35.90%は貧困線以下である。全人口のうち18歳未満の52.30%及び65歳以上の36.40%は貧困線以下の生活を送っている。

## メディア
この郡内で発行されている新聞は Holmes County Herald である。

## 教育
地元の4Hクラブはミシシッピ州高速道路17号線沿いに位置する "Little Red Scoolhouse" で始められた。

## 都市及び町
- Cruger
- デュラント (Durant)
- Ebenezer
- グッドマン (Goodman)
- レキシントン (Lexington)
- Pickens
- Tchula
- ウエスト